# Les sucettes

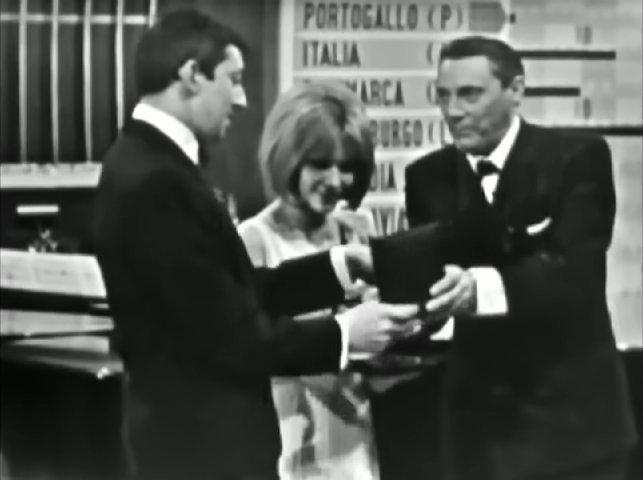
Zleva Serge Gainsbourg, France Gallová a italský operní pěvec Mario del Monaco na cenách Eurovize 1965

Les sucettes ([le süset] Lízátka) je francouzská píseň, kterou složil Serge Gainsbourg a nazpívala France Gallová, představitelka hudebního žánru yé-yé. Skladba trvající 2 minuty a 33 sekund vyšla na singlu v květnu 1966 u značky Philips Records a vyvolala skandál. Text pojednává o dívence jménem Annie, která se může utlouct po lízátkách s anýzovou příchutí (hříčka se shodně znějícími slovy Annie a anis). Známý provokatér Gainsbourg ovšem použil v tomto případě cucání lízátek jako metaforu felace. Zpěvačka ve svých osmnácti letech neměla o tomto skrytém významu ani tušení a když se jí později dostalo vysvětlení, docela se vyděsila.
Gainsbourg nahrál coververzi této písně v roce 1969 na albu Jane Birkin - Serge Gainsbourg.